# Roxana Mînzatu
Roxana Mînzatu (* 1. dubna 1980, Brašov) je rumunská levicová politička, bývalá ministryně a poslankyně evropského i rumunského parlamentu, od 1. prosince 2024 zastává post eurokomisařky pro pracovní místa a sociální práva a místopředsedkyně druhé komise von der Leyenové.

## Biografie
Narodil se v roce 1980 ve městě Brašov (rumunsky Brașov) v tehdejší Rumunské socialistické republice (RSR). Absolvovala studium politických věd na Bukurešťské univerzitě.

### Politická kariéra
Ve volbách do Evropského parlamentu v červnu roku 2024 byla zvolena za Sociálně demokratickou stranu (PSD) europoslankyní a zasedala ve frakci Pokrokové spojenectví socialistů a demokratů (S&D). Byla členkou Výboru pro regionální rozvoj a Delegace v Parlamentním shromáždění pro partnerství EU–Spojené království.